# 大橋晃一
大橋 晃一（おおはし こういち）は、日本の音楽家、ホルン奏者。東京藝術大学出身。神奈川フィルハーモニー管弦楽団他演奏活動の他に、プロオーケストラのための編曲や吹奏楽の編曲、アマチュアの吹奏楽・オーケストラの指導指揮活動を行う。神奈川フィルハーモニー管弦楽団ミュージックアドバイザー、東京芸術大学音楽学部非常勤講師。